# فریسکو سیتی (آلاباما)
فریسکو سیتی (به انگلیسی: Frisco City) شهری در شهرستان مونرو ایالت آلاباما است که مساحت آن ۱۰٫۴۵ کیلومتر مربع است و در سرشماری سال ۲۰۱۰ میلادی، ۱٬۳۰۹ نفر جمعیت داشته و تراکم جمعیتی آن، ۱۲۵٫۲۶ نفر در هر کیلومتر مربع بوده است.